# オマル・ナベル
オマル・カリーム・ ナベル（Omar Kareem Naber、1981年7月7日）は、スロベニアの歌手である。2017年5月にユーロビジョン・ソング・コンテスト2017にてスロベニア代表する。